# Суш
Суш (пољ. Susz) град је у Пољској у Војводству варминско-мазурском. По подацима из 2012. године број становника у месту је био 5728.

## Становништво
| 2012. |
| ----- |
| 5.728 |